# Rudy Chéron
Pour les articles homonymes, voir Chéron.
Pas d'image ? Cliquez ici

a Compétitions nationales et continentales officielles uniquement.

b Matchs officiels uniquement.
Dernière mise à jour le 4 janvier 2018.
Rudy Chéron, né le 19 février 1981 à Toulon, est un joueur de rugby à XV évoluant au poste de pilier (1,75 m pour 115 kg).

## Palmarès
Rudy Chéron a été champion du monde des -19 ans en avril 2000.
Il a aussi été sélectionné en équipe de France des -21 ans.